# Ockrabukig tyrann
Ockrabukig tyrann (Mionectes oleagineus) är en fågel i familjen tyranner inom ordningen tättingar. Den förekommer från Mexiko till Bolivia. Fågeln minskar i antal, men beståndet anses vara livskraftigt.

## Utseende
Ockrabukig tyrann är en rätt enfärgad anspråkslös liten tyrann. Fjäderdräkten är olivgrön, med ockrafärgad buk. Karakteristiskt är också vanan att lyfta en vinge i taget och röra huvudet långsamt bakåt och framåt.

## Utbredning och systematik
Ockrabukig tyrann delas in i sju underarter med följande utbredning:
- Mionectes oleagineus oleagineus – förekommer från östra Colombia till Guyana, östra Brasilien, östra Peru och norra Bolivia
- Mionectes oleagineus assimilis – förekommer från tropiska södra Mexiko till östra Costa Rica och västra Panama
- Mionectes oleagineus parcus – förekommer från tropiska östra Panama till norra Colombia och nordvästra Venezuela
- Mionectes oleagineus pacificus – förekommer från tropiska sydvästra Colombia till västra Ecuador
- Mionectes oleagineus abdominalis – förekommer i tropiska norra Venezuela (Distrito Federal och Miranda)
- Mionectes oleagineus pallidiventris – förekommer i tropiska nordöstra Venezuela och i Trinidad och Tobago
- Mionectes oleagineus dorsalis – förekommer på tepuier i sydöstra Venezuela (Gran Sabana i Bolívar)

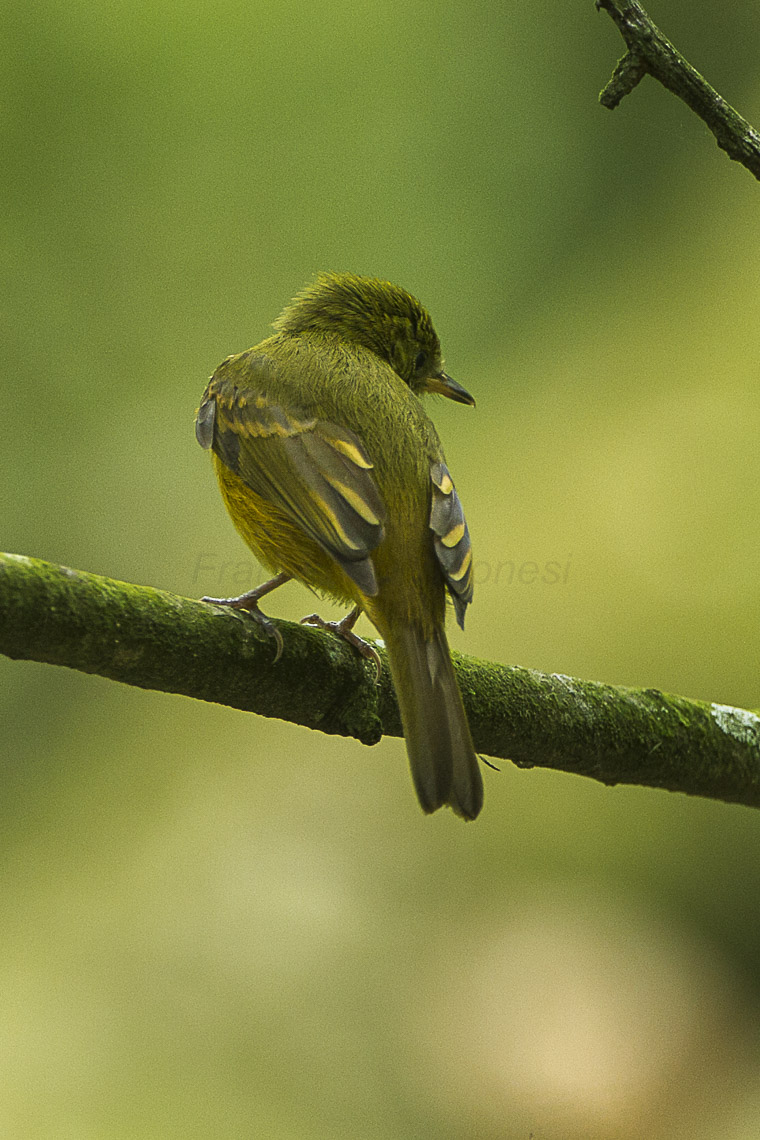

### Familjetillhörighet
Arten placeras traditionellt i familjen tyranner. DNA-studier visar dock att Tyrannidae består av fem klader som skildes åt redan under oligocen, pekar på att de skildes åt redan under oligocen, varför vissa auktoriteter behandlar dem som egna familjer. Ockrabukig tyrann med släktingar placeras då i Pipromorphidae.

## Levnadssätt
Ockrabukig tyrann hittas i fuktiga tropiska skogar. Den kan också ses vandra till intilliggande gläntor och halvöppna områden med tillgång på fruktbärande buskar och träd. Fågeln påträffas vanligen enstaka i skogens nedre skikt, ibland som en del av kringvandrande artblandade flockar. Födan består av frukt som den plockar genom korta utfall.

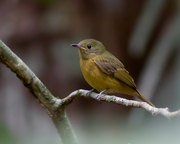

## Status och hot
Arten har ett stort utbredningsområde, men tros minska i antal, dock inte tillräckligt kraftigt för att den ska betraktas som hotad. Internationella naturvårdsunionen IUCN listar arten som livskraftig (LC). Beståndet uppskattas till i storleksordningen fem till 50 miljoner vuxna individer.